# Alpské lyžování na Zimních olympijských hrách 2022 – sjezd muži
Sjezd mužů na Zimních olympijských hrách 2022 se konal 7. února 2022 jako první mužský závod v alpském lyžování pekingské olympiády na sjezdovce Rock Národního centra alpského lyžování v obvodu Jen-čching. Zahájení proběhlo ve 12.00 hodin místního času. Do závodu nastoupilo 42 sjezdařů z 20 výprav. Start „královské disciplíny“ původně plánovany na 6. února byl pro silný vítr třikrát odložen a o den přesunut.
Obhájce olympijského zlata Nor Aksel Lund Svindal ukončil v únoru 2019 závodní kariéru. Stříbrný medailista z roku 2018 Nor Kjetil Jansrud se stejně jako bronzový Švýcar Beat Feuz do soutěže kvalifikovali. V předchozí části probíhající sezóny Světového poháru 2021/2022 se konalo osm sjezdů. Těsné vedení v průběžné klasifikaci držel Aleksander Aamodt Kilde, před Feuzem a Matthiasem Mayerem. Aamodt Kilde dojel s půlsekundovou ztrátou pátý. Úřadujícím mistrem světa z roku 2021 byl Rakušan Vincent Kriechmayr, jenž obsadil osmou příčku.

## Medailisté
Olympijským vítězem se stal jeden z hlavních favoritů 34letý Švýcar Beat Feuz, držitel čtyř malých křišťálových glóbů ve sjezdu 
ze sezón 2018, 2019, 2020 a 2021. Zkompletoval tak olympijskou medailovou sbírku, když navázal na superobří stříbro a sjezdový bronz ze ZOH 2018 v Pchjongčchangu. Olympijský sjezd ovládl jako čtvrtý Švýcar po Bernhardu Russim, Pirminu Zurbriggenovi a Didieru Défagovi. Russi se za asistence Défaga stali autory olympijské sjezdovky Rock.
Stříbrný kov si odvezl Johan Clarey se ztrátou deseti setin sekundy na vítěze. Francouz, který nikdy nevyhrál závod Světového poháru, se ve 41 letech stal nejstarším olympijským medailistou v alpském lyžování, čímž posunul rekordní zápis 36letého Bodeho Millera ze ZOH 2014. Dalších šest setin na druhého ztratil bronzový Matthias Mayer. Jednatřicetiletý Rakušan vybojoval třetí olympijský kov, který přidal k prvenství ze sočského sjezdu a třetímu místu z pchjongčchangského Super-G.

## Výsledky
| P                                      | SČ | závodník                 | stát                   | čas                  | ztráta               |
| -------------------------------------- | -- | ------------------------ | ---------------------- | -------------------- | -------------------- |
| Zlatá olympijská medaile               | 13 | Beat Feuz                | Švýcarsko              | 1:42,69              | —                    |
| Stříbrná olympijská medaile            | 19 | Johan Clarey             | Francie                | 1:42,79              | +0,10                |
| Bronzová olympijská medaile            | 9  | Matthias Mayer           | Rakousko               | 1:42,85              | +0,16                |
| 4.                                     | 12 | James Crawford           | Kanada                 | 1:42,92              | +0,23                |
| 5.                                     | 11 | Aleksander Aamodt Kilde  | Norsko                 | 1:43,20              | +0,51                |
| 6.                                     | 15 | Dominik Paris            | Itálie                 | 1:43,21              | +0,52                |
| 7.                                     | 17 | Marco Odermatt           | Švýcarsko              | 1:43,40              | +0,71                |
| 8.                                     | 1  | Vincent Kriechmayr       | Rakousko               | 1:43,45              | +0,76                |
| 9.                                     | 20 | Max Franz                | Rakousko               | 1:43,52              | +0,83                |
| 10.                                    | 23 | Boštjan Kline            | Slovinsko              | 1:43,75              | +1,06                |
| 11.                                    | 22 | Adrian Smiseth Sejersted | Norsko                 | 1:43,82              | +1,13                |
| 11                                     | 25 | Maxence Muzaton          | Francie                | 1:43,82              | +1,13                |
| 13                                     | 14 | Romed Baumann            | Německo                | 1:43,84              | +1,15                |
| 14.                                    | 16 | Ryan Cochran-Siegle      | Spojené státy americké | 1:43,91              | +1,22                |
| 15.                                    | 8  | Matteo Marsaglia         | Itálie                 | 1:44,06              | +1,37                |
| 16.                                    | 7  | Niels Hintermann         | Švýcarsko              | 1:44,08              | +1,39                |
| 17.                                    | 32 | Adur Etxezarreta         | Španělsko              | 1:44,12              | +1,43                |
| 17.                                    | 6  | Andreas Sander           | Německo                | 1:44,12              | +1,43                |
| 19.                                    | 3  | Bryce Bennett            | Spojené státy americké | 1:44,25              | +1,56                |
| 20.                                    | 18 | Travis Ganong            | Spojené státy americké | 1:44,39              | +1,70                |
| 21                                     | 5  | Daniel Hemetsberger      | Rakousko               | 1:44,59              | +1,90                |
| 22.                                    | 29 | Brodie Seger             | Kanada                 | 1:44,68              | +1,99                |
| 23.                                    | 26 | Josef Ferstl             | Německo                | 1:44,69              | +2,00                |
| 24.                                    | 28 | Miha Hrobat              | Slovinsko              | 1:44,71              | +2,02                |
| 25.                                    | 24 | Stefan Rogentin          | Švýcarsko              | 1:44,95              | +2,26                |
| 26                                     | 27 | Blaise Giezendanner      | Francie                | 1:45,00              | +2,31                |
| 27.                                    | 10 | Matthieu Bailet          | Francie                | 1:45,23              | +2,54                |
| 28.                                    | 31 | Marco Pfiffner           | Lichtenštejnsko        | 1:45,79              | +3,10                |
| 29.                                    | 36 | Arnaud Alessandria       | Monako                 | 1:46,25              | +3,56                |
| 30.                                    | 41 | Barnabás Szőllős         | Izrael                 | 1:46,88              | +4,19                |
| 31.                                    | 37 | Jack Gower               | Irsko                  | 1:47,61              | +4,92                |
| 32.                                    | 35 | Henrik Von Appen         | Chile                  | 1:47,69              | +5,00                |
| 33.                                    | 39 | Ivan Kovbasňuk           | Ukrajina               | 1:48,09              | +5,40                |
| 34.                                    | 40 | Simon Breitfuss          | Bolívie                | 1:48,26              | +5,57                |
| 35.                                    | 43 | Albin Tahiri             | Kosovo                 | 1:52,44              | +9,75                |
| 36.                                    | 42 | Sü Ming-fu               | Čína                   | 1:56,93              | +14,24               |
| —                                      | 2  | Dominik Schwaiger        | Německo                | nedojel do cíle      | nedojel do cíle      |
| —                                      | 4  | Christof Innerhofer      | Itálie                 | nedojel do cíle      | nedojel do cíle      |
| —                                      | 21 | Broderick Thompson       | Kanada                 | nedojel do cíle      | nedojel do cíle      |
| —                                      | 33 | Marko Vukićević          | Srbsko                 | nedojel do cíle      | nedojel do cíle      |
| —                                      | 34 | Nejc Naraločnik          | Slovinsko              | nedojel do cíle      | nedojel do cíle      |
| —                                      | 38 | Čang Jang-ming           | Čína                   | nedojel do cíle      | nedojel do cíle      |
| —                                      | 30 | Kjetil Jansrud           | Norsko                 | nenastoupil na start | nenastoupil na start |
| P – pořadí, SČ – startovní číslo       |    |                          |                        |                      |                      |
| Start se konal ve 12.00 hodin (UTC+8). |    |                          |                        |                      |                      |